# Abdelwahab Nouri
Abdelwahab Nouri, né le 15 février 1952 à Arris (Wilaya de Batna), est un homme politique algérien.

## Carrière
Abdelwahab Nouri est titulaire d'une licence en droit privé. 
Il commence sa carrière comme inspecteur principal des finances de la wilaya de Batna de 1977 à 1978. Il est ensuite magistrat (juge d’instruction) à la Cour de la wilaya de Batna de 1978 à 1979, avant d'être conseiller du Wali de la wilaya de Batna de 1979 à 1980.
De 1980 à 1984, il est directeur du centre de formation administrative de la wilaya de Guelma. Il est ensuite conseiller du wali de la wilaya de Skikda de 1984 à 1989.
Il devient chef de Daïra dans les wilaya de Skikda et de Khenchela de 1989 à 1994. Il est ensuite successivement wali des wilaya de Aïn Defla (1994 - 1997), de Skikda (1997 - 1999), de Setif (1999 - 2004] 
En 2013, il est nommé Ministre de l’Agriculture et du Développement Rural, avant de devenir Ministre du Tourisme et de l'Artisanat de juin 2016 à mai 2017.

## Itinéraire
| N° | Fonction                                                                                                   | Début             | Fin               |
| -- | --- | ----------------- | ----------------- |
| 01 | Chef de Daïra dans la Wilaya de Skikda                                                                     | 1989              |                   |
| 02 | Chef de Daïra dans la Wilaya de Khenchela                                                                  |                   | 1994              |
| 03 | Wali de Aïn Defla                                                                                          | 1994              | 12 juillet 1997   |
| 04 | Wali de Skikda                                                                                             | 12 juillet 1997   | 22 août 1999      |
| 05 | Wali de Sétif                                                                                              | 22 août 1999      | 17 août 2004      |
| 06 | Wali de Tlemcen                                                                                            | 17 août 2004      | 11 septembre 2013 |
| 07 | Ministre de l'Agriculture et du Développement Rural (Gouvernement Abdelmalek Sellal II)                    | 11 septembre 2013 | 13 mars 2014      |
| 08 | Ministre de l'Agriculture et du Développement Rural (Gouvernement Abdelmalek Sellal III)                   | 29 avril 2014     | 14 mai 2015       |
| 09 | Ministre des Ressources en Eau et de l'Environnement (Gouvernement Abdelmalek Sellal IV)                   | 14 mai 2015       | 11 juin 2016      |
| 10 | Ministre de l'Aménagement du territoire, du Tourisme et de l'Artisanat (Gouvernement Abdelmalek Sellal IV) | 11 juin 2016      | 25 mai 2017       |

## Sources
- Abdelwahab Nouri sur le Portail du Premier Ministre